# Бейл, Джон

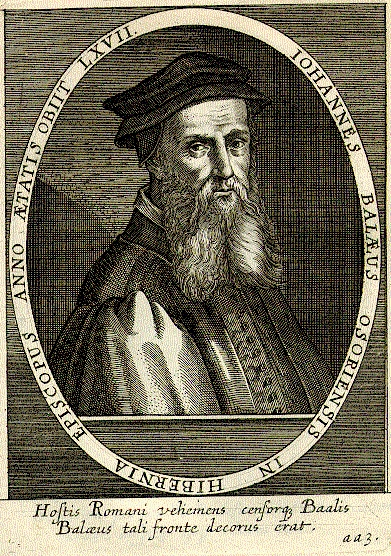
Джон Бейл

Джон Бейл, или Бойл (англ. John Bale; 21 ноября 1495 — 1563) — епископ, поддерживавший политику реформы церкви Генриха VIII, английский драматург и антикварий.

## Биография
Родился в селении Коув (Cove), недалеко от Данича, графство Саффолк. В двенадцать лет поступил в кармелитский монастырь близ Нориджа. Учился в Иезуитском колледже при Кембриджском университете, где в 1529 году получил степень доктора. 
Стал последним приором (1533) кармелитского монастыря в Ипсуиче. Вскоре оставил монашество и женился. Проживал в Саффолке (Thorndon). 
Пользовался покровительством государственного секретаря Томаса Кромвеля, который высоко ценил драматические произведения Бейла, направленные против римско-католической церкви. После казни Кромвеля (1540) Бейл с женой и детьми бежал во Фландрию. Вернулся лишь при восшествии на престол Эдуарда VI и поселился в Бишопстоке (Гэмпшир). Назначен епископом Оссори (диоцеза в южной центральной Ирландии) в 1552 году.
Когда с восшествием на престол королевы Марии Тюдор начались преследования протестантов, Бейл вынужден был уехать из Англии. Его попытка добраться до Шотландии закончилась неудачей. Он был арестован по подозрению в измене, но вскоре освобождён. В Дувре Бейл избежал второго ареста лишь по счастливой случайности. Через Нидерланды он добрался до Франкфурта, затем — до Базеля. В изгнании посвятил себя литературе. Вернулся в Англию в правление Елизаветы I.

## Творчество
В своих драматических произведениях в жанре моралите страстный полемист Бейл обличал католическую церковь, её авторов и монахов. Показательно руководство Бейла, указывающего в каких костюмах должны быть актёры, изображающие аллегорические фигуры моралите: «Идолопоклонство — старая ведьма, Гомосексуализм — монах, Амбиции — епископ, Жадность — фарисей, Ложная Доктрина — учёный муж-папист, Лицемерие — серый монах». Его язык был довольно груб, — столетие спустя Энтони Вуд (Anthony Wood) назовёт его «сквернословящий Бейл», — но это не умаляет художественных достоинств его пьес. До нашего времени дошло только пять пьес Бейла, названия остальных известны по составленному им списку произведений. Самая знаменитая пьеса Бейла «Король Иоанн» (около 1538 г.) знаменует переход от старых пьес моралите к английской исторической драме: наряду с аллегорическими фигурами, принятыми в моралите в ней действуют реально существовавшие персонажи. Напрямую «Король Иоанн» Бейла, вероятно, не повлиял на исторические пьесы, появившиеся в конце XVI века. Но примечательно, что попытка создать драматическое произведение на материале из отечественной истории была предпринята за четырнадцать лет до «Горбодука» Нортона и Сэвила. В «Короле Иоанне» столкновения Иоанна Безземельного с папой Иннокентием III представлены как его борьба против римской церкви. Оригинальная рукопись «Короля Иоанна» была обнаружена между 1831 и 1838 годах в Ипсуиче.
В другой своей пьесе — «Интерлюдии Божественного промысла» (1538) Бейл в форме протестантской проповеди защищает учёные диспуты на религиозные темы.
Один из немногих драматургов XVI века, разделявший свои произведения на акты.
Наиболее важным историческим трудом Бейла является «Каталог наиболее прославленных писателей Британии, то есть Англии, Камбрии и Шотландии» (Illustrium majoris Britanniae scriptorum, hoc est, Angliae, Cambriae, ac Scotiae Summarium… catalogus), впервые изданный в 1548 году в Везеле, затем в 1549 году в Ипсуиче Джоном Овертоном, и переизданный в 1557 и 1559 годах в швейцарском Базеле. Этот перечень британских авторов и их работ частично был основан на сочинениях Collectanea (1536) и Commentarii (1546) известного поэта и антиквария Джона Лиланда. Бейл сам был неутомимым коллекционером рукописей и лично исследовал библиотеки монастырей перед их закрытием. Каталог, составленный Бейлом, содержит немало ценной информации, которая была бы безвозвратно утеряна без его трудов. В частности, в нём упоминается немало авторов, сочинения которых не дошли до нас, или наименований произведений, позже утраченных.